# Нишинське сільське поселення
Ни́шинське сільське поселення (рос. Нышинское сельское поселение) — муніципальне утворення в складі Можгинського району Удмуртії, Росія. Адміністративний центр — присілок Ниша.
Населення — 1554 особи (2015; 1624 в 2012, 1623 в 2010).
До складу поселення входять такі населені пункти:
| Населений пункт        | Населення, осіб (2010) | Населення, осіб (2012) |
| ---------------------- | ---------------------- | ---------------------- |
| Кінеусь, присілок      | 15                     | 15                     |
| Ком'як, присілок       | 254                    | 252                    |
| Ниша, присілок         | 971                    | 976                    |
| Поршур, село           | 355                    | 354                    |
| Старий Ошмес, присілок | 28                     | 27                     |

В поселенні діють середня (Ниша) та початкова (Ком'як) школи, 2 садочки (Ком'як, Ниша), 3 фельдшерсько-акушерських пункти, 2 клуба, 3 бібліотеки.
Серед промислових підприємств працює ТОВ «Ниша» та «Поршур», СПК «Арболіт».

## Історія
До революції територія поселення входила до складу Поршурської волості. 1924 року вона була ліквідована а поселення передані до складу Можгинської волості Можгинського повіту, при цьому були утворені Поршурська та Почешур-Каксинська сільради. 1959 року сільради були об'єднані в Новоошмесмьку сільраду з центром в присілку Новий Ошмес. 20 квітня 1978 року присілок Новий Ошмес та виселок Мамашур було приєднані до селища Ниша, сільрада перейменована в Нишинську. 1978 року із реєстру були видалені населені пункти Альнецьк, Верхній Чемошур та Санча, 1979 року — Покшур, 1981 року — Кам'яногорськ, 1984 року — Дубровка та Ніколо-Вала.